# بول (کرواسی)
بول (به لاتین: Bol) یک منطقهٔ مسکونی در کرواسی است که در شهرستان اسپلیت-دالماسی واقع شده‌است. بول ۲۳ کیلومتر مربع مساحت و ۱٬۶۳۰ نفر جمعیت دارد.

## خواهرخوانده
شهر امیش، کرواسی خواهرخواندهٔ بول (کرواسی) هست.